# Sarzeau

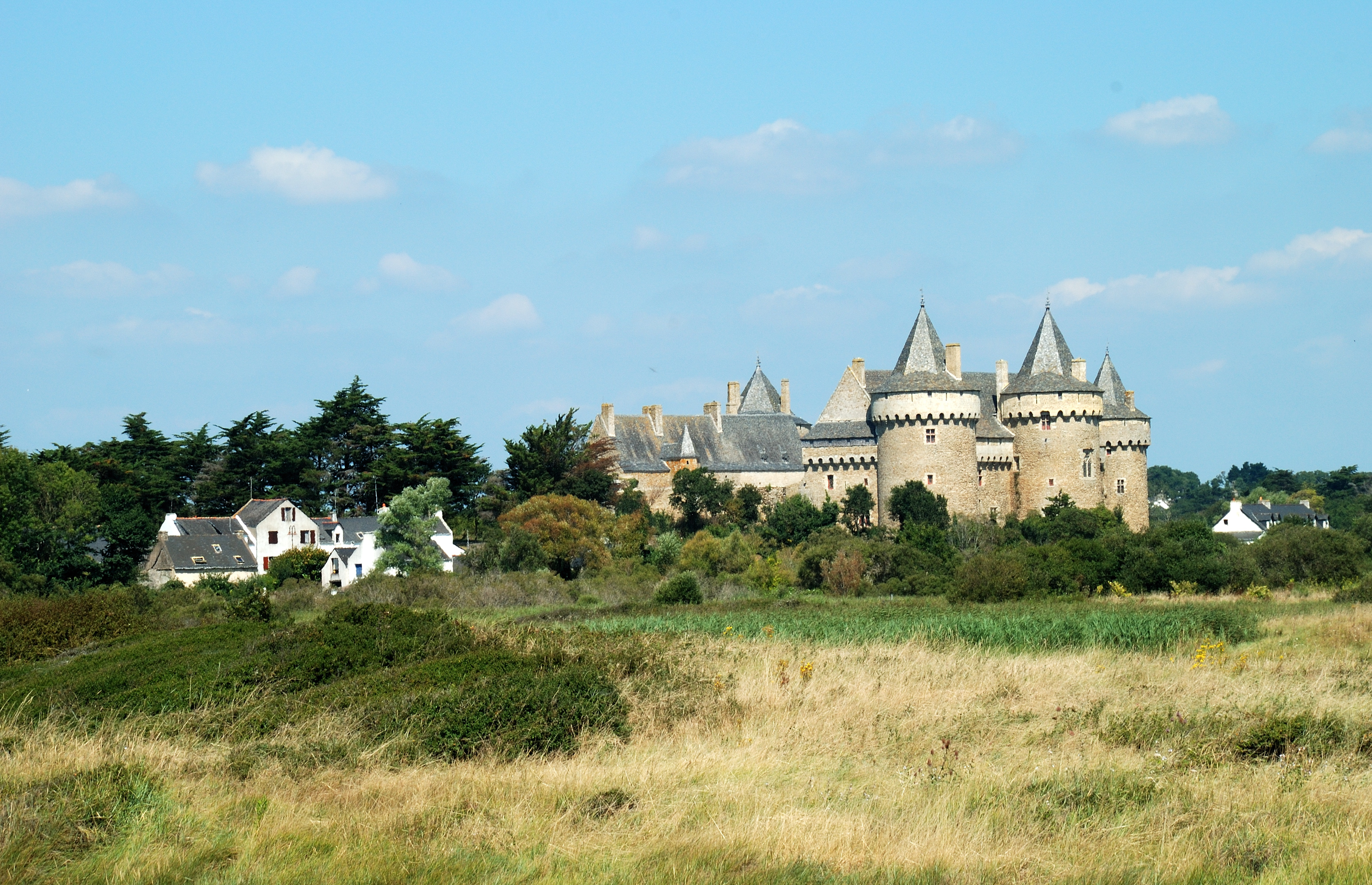
Slottet Suscinio

Sarzeau är en stad och kommun på halvön Presqu'île de Rhuys i departementet Morbihan i södra Bretagne.  År 2022 hade Sarzeau 9 068 invånare.
I norr gränsar den till Golfe du Morbihan och i söder till Atlanten. Den närmaste större staden är Vannes. I kommunen ligger slottet Suscinio (Château de Suscinio) som byggdes på tolvhundratalet och som en gång var hertigarnas av Bretagne jaktslott.

## Befolkningsutveckling
Antalet invånare i kommunen Sarzeau
| Referens: INSEE |